# Üllő
Üllő is een plaats (város) en gemeente in het Hongaarse comitaat Pest. Üllő telt 10 016 inwoners (2001).